# Patriot Games (Гриффины)
Patriot Games (с англ. — «Игры патриотов») — двадцатая серия четвёртого сезона мультсериала «Гриффины». Премьерный показ состоялся 29 января 2006 года на канале FOX. Премьера эпизода была приурочена к розыгрышу 40-го Суперкубка по американскому футболу, состоявшегося 5 февраля 2006 года.

## Сюжет
На встрече выпускников своей школы Питер изображает из себя секретного агента, космонавта и миллионера в одном лице, чтобы произвести впечатление на одноклассников, но истина вскрывается после его встречи с Томом Брэди. Вскоре Питер напивается и бежит в ванную, ловко сшибая всех на своём пути; Брэди восхищён этой пробежкой и приглашает Питера нападающим в футбольную команду «Нью-Ингленд Пэтриотс».
Однако вскоре Питера изгоняют из клуба за излишнее самомнение: в частности, после единственного тачдауна он выводит на поле целый оркестр, исполняющий песню в его честь; Питера продают лондонскому клубу Sillinannies (с англ. — «Глупые нянюшки»). Питер решает доказать, что не так уж он и плох, и вызывает «Патриотов» на поединок с «Нянюшками».
Вызов принят, игра началась, но после первого же удара команда Питера разбегается, оставив его одного перед мчащимися в полном составе «Патриотами». Питер, конечно же, смят, но Том Брэди проникается к Питеру уважением за то, что тот не дрогнул перед ними.
Тем временем Стьюи решает заняться букмекерством, и принимает ставку от Брайана в 50 долларов на то, что в боксёрском поединке Майк Тайсон — Кэрол Чэннинг победит Тайсон, но пёс проигрывает. Денег у Брайана нет, и он (рассчитывая, что Стьюи забудет обо всём) обещает расплатиться в течение суток. Однако Стьюи ничего не забывает и требует от пса расплаты, используя клюшку для гольфа и огнемёт. В итоге Брайан отдаёт эти 50 долларов, но клянётся отомстить. Когда малыш устал уже ждать мести, Брайан толкает Стьюи под автобус.

## Создание
Автор сценария: Майк Генри
Режиссёр: Синди Тэнг
Приглашённые знаменитости: Мартин Сэвидж, Том Брэди, Кэрол Чэннинг, Боб Костас, Джей Лено и Трой Браун — все камео.

## Восприятие
Серия получила положительный отзыв на сайте TV Squad: «В целом, неплохой эпизод, кроме, пожалуй, всей этой кутерьмы с Томом Брэди».